# Have You Heard?
Have You Heard? es el primer y único proyecto en solitario del guitarrista inglés Stuart Garrard, lanzado en 1995. Cuenta con la colaboración de varios de los miembros de la banda de Rock Delirious?, siendo el vocalista Martin Smith, el productor del EP. "Like You Promise" una de las canciones del EP, fue re-titulada en 1998 como "Come Like You Promise",  e incluida en el primer álbum en vivo de Delirious?, "D Tour 1997 Live At Southampton", al igual que en el sencillo, "It's OK", del año 2000 como lado B.

## Lista de canciones
1. "Like You Promise"
2. "The Rain"
3. "Wilderness"
4. "Have You Heard?"
5. "Rest"
6. "Absolutely Absolute"

- Datos: Q5892846